# Kolarstwo na Światowych Wojskowych Igrzyskach Sportowych 1999
Kolarstwo na 2. Światowych Wojskowych Igrzyskach Sportowych – zawody kolarskie dla sportowców-żołnierzy zorganizowane przez Międzynarodową Radę Sportu Wojskowego, które odbyły się w chorwackim Zagrzebiu w sierpniu 1999 roku podczas światowych igrzysk wojskowych.

## Rezultaty
| Konkurencje:               | Złoto              | Złoto | Srebro             | Srebro | Brąz               | Brąz  |
| Konkurencje:               | Drużyna / Zawodnik | Wynik | Drużyna / Zawodnik | Wynik  | Drużyna / Zawodnik | Wynik |
| Indywidualne               |                    |       |                    |        |                    |       |
| jazda na czas              | · Chorwacja        |       | · Włochy           |        | · Francja          |       |
| Wyścig ze startu wspólnego | · Austria          |       | · Łotwa            |        | · Ukraina          |       |
| Drużynowo                  |                    |       |                    |        |                    |       |
| Wyścig ze startu wspólnego | Austria ·          |       | Polska ·           |        | Francja ·          |       |

## Klasyfikacja medalowa
* Gospodarz zawodów został zaznaczony tym kolorem, Polskę oznaczono tekstem pogrubionym.
| Miejsce           | Reprezentacja     | Złoto | Srebro | Brąz | Razem |
| ----------------- | ----------------- | ----- | ------ | ---- | ----- |
| 1                 | Francja           | 2     | 0      | 0    | 2     |
| 2                 | Chorwacja *       | 1     | 0      | 0    | 1     |
| 3                 | Łotwa             | 0     | 1      | 0    | 1     |
| 3                 | Polska            | 0     | 1      | 0    | 1     |
| 3                 | Włochy            | 0     | 1      | 0    | 1     |
| 6                 | Francja           | 0     | 0      | 2    | 2     |
| 7                 | Ukraina           | 0     | 0      | 1    | 1     |
| Ogółem (7 państw) | Ogółem (7 państw) | 3     | 3      | 3    | 9     |